# Avramij Łopuchin
Avramij Łopuchin — rosyjski dyplomata żyjący w XVIII wieku. W 1712 roku pełnił funkcję carskiego posła w Konstantynopolu. 
W listopadzie 1712 roku wielki wezyr turecki Ağa Yusuf Pasza otrzymał od sułtana Ahmeda III rozkaz uwięzienia i przewiezienia na osłach do fortecy Siedmiu Wież rosyjskich posłów Avramija Łopuchina i Piotra Andriejewicza Tołstoja wraz z zakładnikami Piotrem Szafirowem i Szeremietiewem. Równało się to wypowiedzeniu wojny carowi Rosji, Piotrowi I. Chcąc oszczędzić Rosjanom wstydu wezyr pozwolił im zamiast osłów dosiąść koni, co doprowadziło do jego skazania na śmierć za niesubordynację wobec sułtana.